# 上信電鉄7000形電車
上信電鉄7000形電車（じょうしんでんてつ7000がたでんしゃ）は、2013年（平成25年）に登場した上信電鉄の電車である。

## 概要

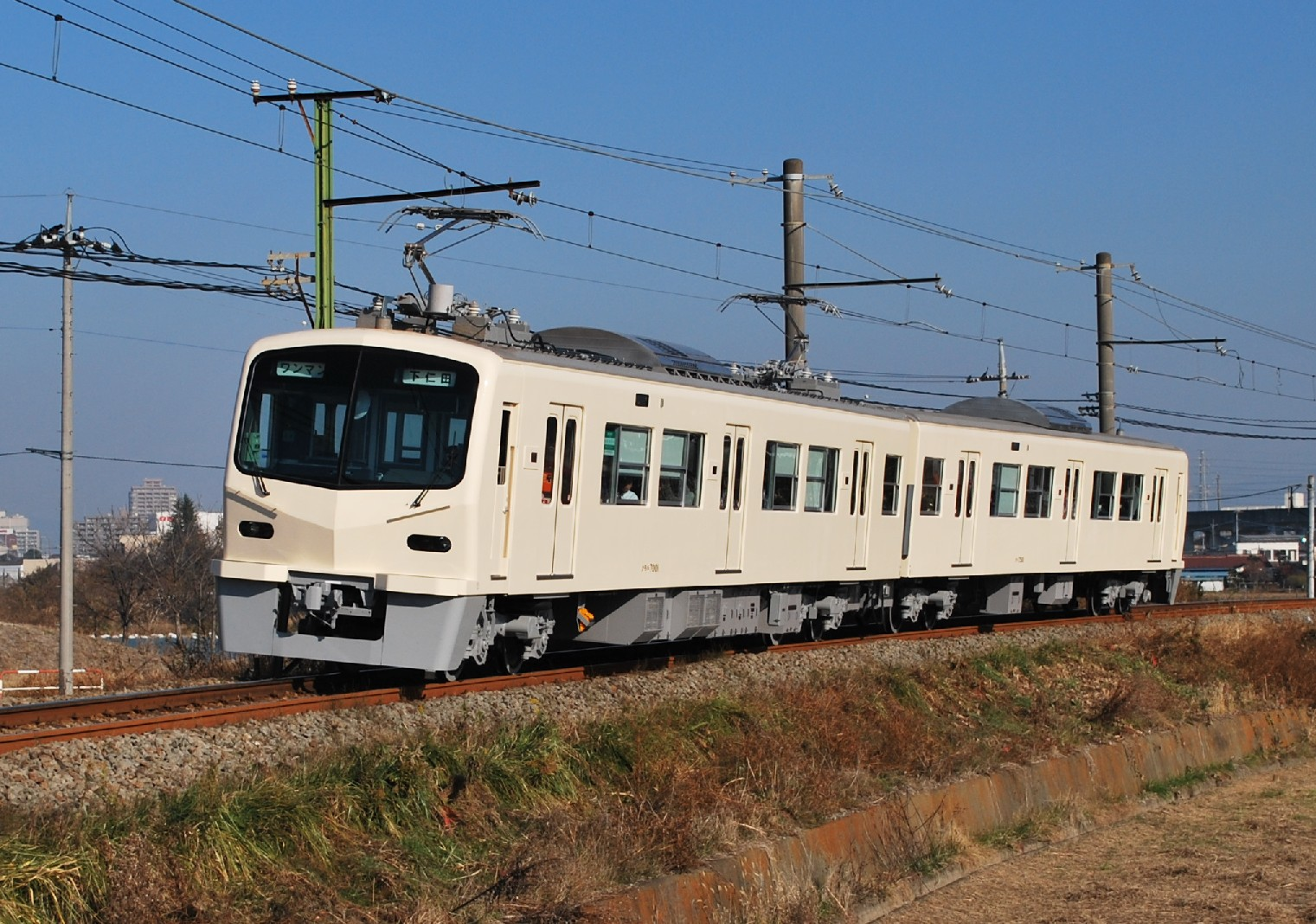
営業開始直後、カラーリングが施される前の7000形。
（2013年12月 佐野信号所 - 根小屋駅間）

上信電鉄では老朽化した在来車両の置き換えを検討していたが、導入候補として考えられていた東急8090系・8590系電車や東武8000系電車はいずれも所属会社での廃車時期が事業計画と合致せず対応に苦慮していた。このような中で2014年度に上信線沿線に存在する富岡製糸場の世界遺産登録が見込まれたことから、2012年（平成24年）3月に行政側による支援の一環として1981年（昭和56年）に新製された6000形電車以来の自社発注による新製車両導入が決定した。
この際製造費用は国からの補助金が3分の1、残りを群馬県を始めとする沿線自治体からの拠出金によって全額が賄われること、製造は補助金を利用するため2012年度と翌2013年度の二度にわたって1両ずつとし、新潟鉄工所時代から車両新造の取引があり小ロットの注文にも対応できる新潟トランシスが行うこと、旅情を喚起する目的で座席をボックスシート仕様とすること、2両が落成した時点で編成を組成し運行を開始する予定とされた。
2012年10月には上信電鉄公式ホームページなどに新型車両の完成予想イラストが公表された。このイラストでは車体はクリーム色1色であったが、正式な車体カラーリングについて、沿線に所在する学校の在学生から募った案のうち7種類について同年10月20日から同月28日にかけて利用者による投票を実施することと、投票結果を基に社内委員会において最終案を決定する予定であることが発表された。
上記のように予算の都合で年度を跨ぐこととなったため、まず2013年の3月に制御車のクハ7501が陸送で高崎に到着。半年後の9月に制御電動車のクモハ7001が甲種輸送で入線、整備及び試運転後の同年12月3日に営業運転を開始した
。なお運用開始当初の車体塗色はクリーム色1色であったが、上州富岡駅の新駅舎完成に合わせて2014年の2月から3月にかけて採用案が塗装され、3月17日に新しいカラーリングで運行が開始された。

## 車体
車体は事故にあった際の補修を考慮して普通鋼製車体を採用した。20メートル級・片運転台・両開き片側3扉の客用扉を持つ全鋼製車体という基本フォーマットは在来車と同様だが、ワンマン運転時の無人駅での運転手の料金授受の便が考慮され、両端の扉はこれまでの車両の大多数に比べると車体端に寄っている。
前面は湘南型と云われる中央で2分割されている大型窓を採用し、上部には方向幕を採用した行先および種別/ワンマン表示を格納している。横から見るとくの字型下部には踏切事故対策を考慮した衝撃吸収機能が内蔵されている部分が出っ張っており、この部分は作業時の足場にもなるようにデザインされている。また、上信電鉄の自社発注車は慣例的に右側運転台を採用してきたが、当形式は初めて左側運転台を採用している。
側面窓は一部を二段窓として開閉可能とした大窓であり、窓ガラスには熱線吸収・UVカットガラスを採用し、それに加えてフリーストップ式のカーテンを設置した。

## 内装
座席は観光用途を考慮してドア間はボックスシートのセミクロスシート配置になっている。
また、バリアフリーに対応して各車運転室直の一位側に車椅子スペースを設けている。
車両間の貫通路は広幅とされ、各車とも両開き式の貫通扉が設置された。

## 主要機器
制御装置は東芝製 SVF036-C0、3レベルVVVFインバーター制御装置で、1C2M2群制御方式を採用し、故障時には主回路ユニットを切り替えることで運転の継続が可能である。補助電源装置は主制御器と同一回路で構成される出力80 kVAの静止形インバータ（SIV）を搭載し、電動空気圧縮機はクノール製のオイルレスレシプロ式で定格吐出量は690 L/minである。
主電動機は1時間定格出力190 kWの東芝製SEA-427Dかご形三相誘導電動機を採用した。
また、列車本数が少ない路線での運用であることを踏まえて、回生ブレーキの失効を補うために発電ブレーキ用のブレーキチョッパ装置を搭載する。ブレーキチョッパ装置（RG6024-A-M）、ブレーキチョッパリアクトル（L3053-A）、ブレーキ抵抗器（R2156-A-M）は東洋電機製造製であり、ブレーキチョッパ装置はJR東海313系電車の4次車と同等品を採用する。
運転台主幹制御器には上信電鉄初となる左手型ワンハンドルマスコンハンドルを採用した。台車は初採用のボルスタレス台車で新潟トランシス製のNF-05を採用した。集電装置も上信電鉄の車両で初めてシングルアームパンタグラフを採用し、クモハ7001に2基搭載している。

## 運用
当初は固定ダイヤで運行されていたが、現在は他車と共通で運用されている。
クモハ7001はパンタグラフを当初2基上げて運行していたが、就役からおよそ半年後の2014年5月頃より不具合の発生で下仁田側パンタグラフを降下して高崎側の1基のみを使用、同年12月には下仁田側パンタグラフを撤去した。2015年5月に修復され、再度パンタグラフ2基を上げて走行している。
なお同車両は、2022年6月19日に発生した馬庭～西山名間での軽トラックとの衝突事故の影響でクハ7501のスカートが破損し、一時期運用から外れていたが、現在は破損したスカートの片側を外した状態で復帰している。